# Otis Sandsjö

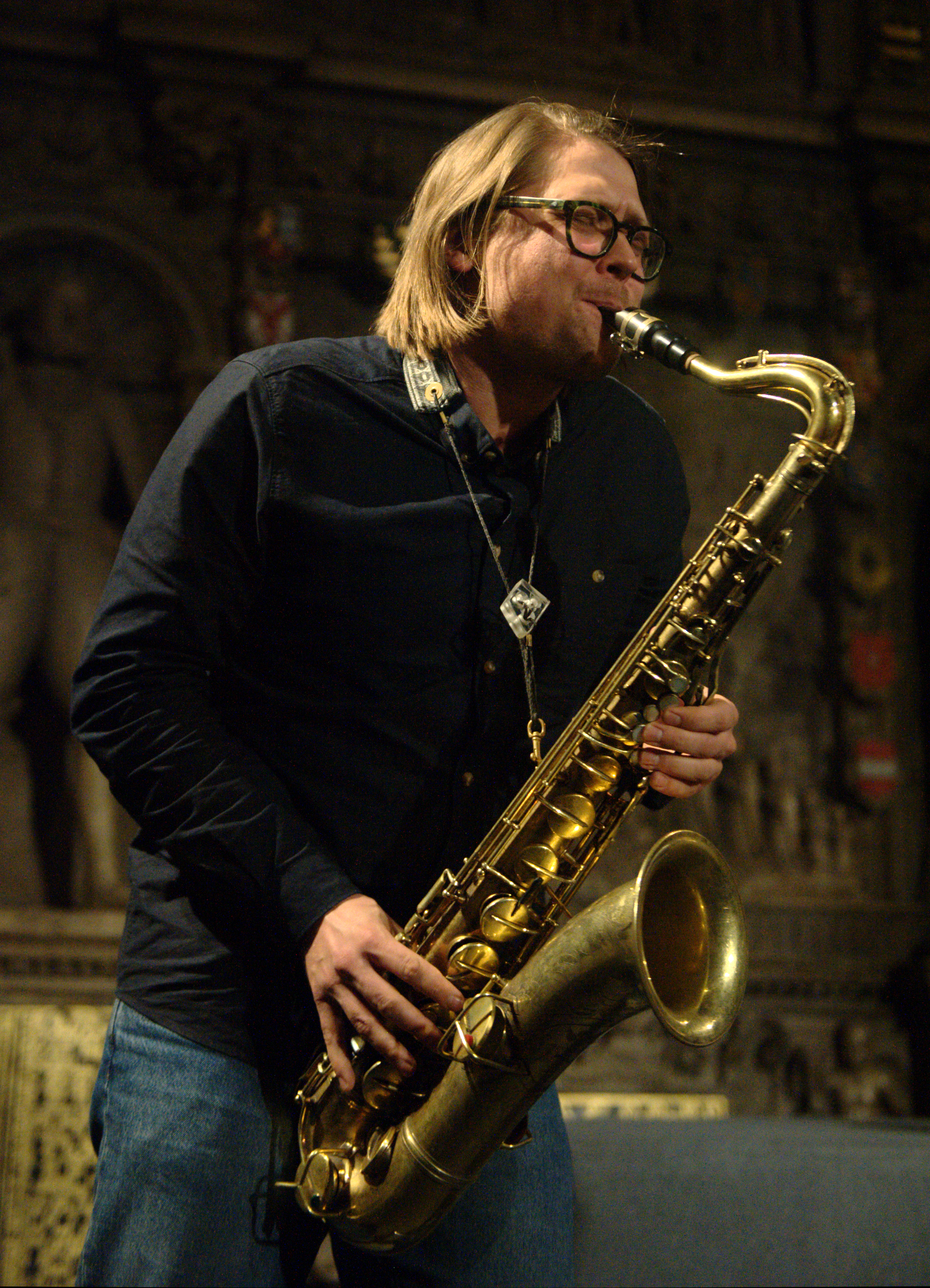
Otis Sandsjö bei einem Konzert in der Stadtkirche Darmstadt am 28. Oktober 2018

Otis Sandsjö (* 7. Juli 1987 in Göteborg) ist ein schwedischer Jazzmusiker (Saxophon, Klarinette, Flöte, Komposition), der zunächst als Schauspieler und Sänger tätig war.

## Wirken
Sandsjö war als Kind für 14 Folgen an der Fernsehserie När karusellerna sover beteiligt. Seine Musikkarriere begann als Sänger in der Reggae-Band Ska'l Man, die Göteborgstalangen 2003 gewann und im Folgejahr ein Album vorlegte. Mit der Band Andra Generationen veröffentlichte er zwei Tonträger und nahm an den Melodifestivalen 2008 und 2010 teil. Dann arbeitete er mit Isabel Sörling und Farvel sowie den Gothenborg Gadjos. 2016 zog er nach Berlin, wo er in Lucia Cadotschs Projekt Speak Low tätig war. Auch komponierte er für die dänische Tanzband The Mob das Stück Baby It's You, Not Me, in dem er auch das Solosaxophon spielte.
2018 erschien mit seinem Projekt Y-Otis das gleichnamige Album, an dem Elias Stemeseder, Petter Eldh und Tilo Weber beteiligt waren; daneben wirkt er mit Marc Lohr im Techno-Projekt otis sun und in Eldhs Quintett Koma Saxo (mit Jonas Kullhammar, Mikko Innanen und Christian Lillinger), wo „sein zirkuläres Atmen“ und Spiel auf dem Tenorsaxophon anregende „Flächen und Obertöne“ erzeugt. 2020 folgte das Album Y-Otis 2 (We Jazz Records) und 2024 Y-Otis Tre mit Petter Eldh und dem Keyboarder Dan Nicholls sowie Gästen.
Mit dem Schlagzeuger Niklas Wandt legte Sandsjö zudem 2022 die EP Compagni di Merende (Kryptox) vor. Er ist weiterhin auf Alben von Janis Görlich, Simon Kanzler, Luise Volkmann, Helena Wahlström und Johannes Vidén, sowie von Petter Eldhs Koma Saxo (Koma West, 2022) und auf Lukas Traxels Debütalbum One-Eyed Daruma (2023) zu hören.